# Onorificenze lettoni
Elenco delle onorificenze e degli ordini di merito e cavallereschi distribuiti dalla Lettonia.

## Ordini cavallereschi
| Nastro | Onorificenza                    |
| ------ | ------------------------------- |
|        | Ordine delle Tre stelle         |
|        | Ordine di Viesturs              |
|        | Croce di riconoscenza           |
|        | Ordine di Lāčplēsis (1919-1928) |

## Medaglie commemorative
| Nastro | Onorificenza                                                          |
| ------ | --------------------------------------------------------------------- |
|        | Medaglia commemorativa per i partecipanti alle barricate del 1991     |
|        | Medaglia commemorativa dell'avanzata della NATO in Lettonia           |
|        | Medaglia commemorativa del 10º anniversario dell'indipendenza lettone |